# Sans sommation
Pour plus de détails, voir Fiche technique et Distribution.
Sans sommation est un film franco-italo-allemand réalisé par Bruno Gantillon, sorti en février 1973.

## Synopsis
Raoul Maury, un inspecteur de police mis à l’écart par sa hiérarchie pour avoir voulu jadis continuer une enquête dérangeante à l'égard de certains politiciens influents, a sombré dans l’alcoolisme. Isabelle, son épouse désabusée, tente en vain de le ramener à la raison. Ses collègues qui surveillent l’ex-sergent Donetti appartenant au gang du commandant Capra, un gang composé d’anciens mercenaires tombés dans l’illégalité, aperçoivent ce suspect qui aborde justement Maury. En réalité, Donetti a cru reconnaître en Maury le lieutenant Kieffer, leur ancien compagnon d’armes, et Maury, homme désormais déchu et isolé, serait donc un renfort inespéré pour Capra dont l’équipe vient d’être décimée par les forces de l’ordre. Les chefs de Maury, de leur côté, y voient l’occasion d’infiltrer ce gang par son intermédiaire. De plus, Maury aurait ainsi la chance de reprendre du galon. Le plan est d’éliminer proprement Capra avant qu’il ne parle car il est détenteur de secrets politiques trop compromettants pour le pouvoir en place. Cependant, Capra qui ne connaît pas directement Kieffer qu’il  sait normalement réfugié au Venezuela, est d’abord déterminé à éprouver cette dernière recrue...

## Fiche technique
- Titre : Sans sommation
- Réalisation : Bruno Gantillon
- Assistant : Maria Theresa Girosi
- Adaptation : Bruno Gantillon d'après le roman éponyme de Pierre Vial Lesou
- Scénario : Pierre Vial Lesou, Roberto Infascelli et Horst Zommer
- Production : Sofracima
- Directeur de production Léon Sanz
- Musique : Daniele Patucchi
- Photographie : Jean Monsigny
- Son : Antoine Bonfanti
- Montage : Michel Lewin
- Décor : Jacques Mawart
- Pays d'origine :  France,  Italie,  Allemagne de l'Ouest
- Format : couleur - Formats de DVD (1,66 :1) 16/9 compatible 4/3 - Mono
- Genre : policier
- Durée : 98 minutes
- Date de sortie : 15 février 1973 ( France)
- Affiche : Jacques Vaissier (France)

## Distribution
- Maurice Ronet : L'inspecteur principal  Raoul Maury (lieutenant Kieffer)
- Mario Adorf: Le commandant Pierre Capra
- Bruno Cremer: l'ex-sergent Donetti
- Anny Duperey: Cora, la compagne de Capra
- Marina Malfatti : Isabelle Maury
- Renato Romano : inspecteur principal Gérard Louvel
- Jacques Monod : un député
- Solange Pradel : Christine, une prostituée
- Georges Staquet : un policier
- Marc Mazza : un membre du gang Capra
- Michel Bertay
- Jean-Marie Ory
- Alfred Baillou
- Renato Romano
- Jean Luisi
- Giacomo Furia